# Taylor Gang Entertainment
Taylor Gang Entertainment (ehemals Taylor Gang Records) ist ein Plattenlabel aus Pittsburgh, Pennsylvania. Es wurde von dem Rapper Wiz Khalifa im Jahr 2008 gegründet.

## Geschichte
Wiz Khalifa belegt den Platz 5 der am besten verdienenden Rapper der Forbes-Liste 2016.

## Künstler
- Berner
- Chevy Woods
- Courtney Noelle
- J.R. Donato
- Juicy J
- Project Pat
- Quay Meanz
- Tuki Carter
- Ty Dolla $ign
- Wiz Khalifa
- Raven Felix
- TM88

### Produzenten
- Big Jerm
- Sledgren
- Ricky P
- Gerber

## Diskografie

### Studio-Alben
Taylor Gang [Juicy J, Ty Dolla $ign & Wiz Khalifa]
- 2014: Taylor Gang

Project Pat
- 2014:  Mista Don’t Play 2

Taylor Gang [Juicy J & Wiz Khalifa]
- 2015: Taylor Gang 2

### EPs
Ty Dolla $ign
- 2014: Beach House EP

### Mixtapes
Wiz Khalifa
- 2008: Starpower
- 2009: Flight School
- 2009: How Fligh
- 2009: Burn After Rolling
- 2010: Kush and Orange Juice
- 2014: 28 Grams
- 2014: Blacc Hollywood
- 2016: Khalifa
- 2016: High
- 2016: TGOD Mafia: Rude Awakening
- 2016: Campaign
- 2016: TGOD VOLUME 1